# Campionato francese di tennis 1913
Il Campionato francese di tennis 1913 (conosciuto oggi come Open di Francia o Roland Garros) è stato la 23ª edizione del Campionato francese di tennis,
riservato ai tennisti francesi o residenti in Francia. Si è svolto sui campi in terra rossa del Racing Club de France (Croix-Catelan) di Parigi in Francia.
Il singolare maschile è stato vinto da Max Décugis, che si è imposto su Georges Gault. Il singolare femminile è stato vinto da Marguerite Broquedis, che ha battuto Jeanne Matthey. Nel doppio maschile si sono imposti Max Décugis e Maurice Germot. Nel doppio femminile hanno trionfato Suzanne Amblard e Blanche Amblard. Nel doppio misto la vittoria è andata a Daisy Speranza in coppia con William Laurentz.

## Seniors

### Singolare maschile
Max Décugis ha battuto in finale  Georges Gault con il punteggio di 6–1, 6–3, 6–4.

### Singolare femminile
Marguerite Broquedis ha battuto in finale  Jeanne Matthey con il punteggio di 6–3, 6–3.

### Doppio maschile
Max Décugis /  Maurice Germot hanno battuto in finale  Albert Canet /  William Laurentz con il punteggio di 6–4, 2–6, 6–2, 6–8, 6–2.

### Doppio femminile
Suzanne Amblard /  Blanche Amblard hanno battuto in finale  Aranyi /  Marguerite Broquedis con il punteggio di 4–6, 6–2, 6–2.

### Doppio misto
Daisy Speranza /  William Laurentz hanno battuto in finale  Elizabeth Ryan /  Max Décugis